# USS Delphy (DD-261)
Za druga plovila z istim imenom glejte USS Delphy.
USS Delphy (DD-261) je bil rušilec razreda Clemson v sestavi Vojne mornarice Združenih držav Amerike.
Rušilec je bil poimenovan po pomorskem častniku Richardu Delphyju.

## Zgodovina
Rušilec je bil poveljniška ladja eskadre rušilcev, ki je bila vpletena v nesrečo pri Honda Pointu (največjo mirnodobno izgubo Vojne mornarice ZDA), ko je nasedlo sedem rušilcev.